# Ángelos Sikelianós
Ángelos Sikelianós (em grego: 'Aγγελος Σικελιανός; Lêucade, 1884 - Atenas, 1951) foi um dos maiores poetas gregos.
Ángelos Sikelianós instalou-se, pouco depois de ter escrito a obra "Αλαφροίσκιωτος" ("O Visionário"), na região montanhosa de Himeto com expatriados americanos que formaram uma colónia dirigida por Isadora Duncan e que haviam decidido viver como os gregos da Antiguidade Clássica. Aí casou, passou a vestir-se à antiga, dançou e cantou, recitando poesia bizantina com o resto da comunidade. O misticismo que então reinava teve um importante papel na sua recusa do intelectualismo e do racionalismo.
Em 1927, Sikelianós organizou em Delfos jogos com concursos de atletismo e dança.
A partir de 1935, e sobretudo após a guerra mundial e a guerra civil grega, abandona o lirismo e faz uma poesia "mais humana".
As suas obras mais famosas são:
- Αλαφροίσκιωτος ("O Visionário"), 1909.
- Ιερά οδός ("Via Sacra"), 1935